# 우승희
우승희(禹承熙, 1973년 10월 8일~)은 대한민국의 정치인이다. 민선 8기 전라남도 영암군수이다. 

## 학력
- 1979~1985 영암국민학교
- 1985~1988 영암중학교
- 1988~1991 광주인성고등학교
- 1991~1996 조선대학교 정치외교학 학사
- 1997~2000 조선대학교 대학원 정치외교학 석사

## 경력
- 2010. 11.~2012. 5. 유선호 국회의원 비서관
- 2012. 5.~2014. 2. 김기식 국회의원 보좌관
- 2014. 7.~2018. 6.  제10대 전라남도의회 의원
  - 2017. 5.~2018. 4. 제10대 전라남도의회 전라남도청년발전특별위원회 위원장
- 2018. 7.~2022. 3. 제11대 전라남도의회 의원
  - 2018. 7.~2020. 6. 제11대 전라남도의회 교육위원회 위원장
  - 2021. 7. 제11대 전라남도의회 기후위기 대응 및 그린뉴딜 특별위원회 위원장
- 2018. 11.~ 5.18 기념재단 이사
- 2020. 9.~ 더불어민주당 전라남도당 정책위원장
- 2020. 12.~2021. 6. 더불어민주당 교육연수원 부원장
- 2021. 9.~ 더불어민주당 정책위원회 부의장
- 2022. 7.~ 제43대 전라남도 영암군수

## 의혹

### 경선 여론조작
우승희는 배우자 등과 공모하여 제8회 지방선거의 영암군수 당내 경선 관련 여론조사에서 권리당원 6,167명에게 일반군민인 것처럼 이중투표를 권유하여 여론을 조작하였다(공직선거법위반).벌금 90만원 선고 받았다.
광주지방검찰청 목포지청은 우승희를 공직선거법위반 죄로 불구속 기소하였다.

## 역대 선거 결과
|  | 0% |

|  | 80.51% |

|  | 48.96% |